# Kodelja
Kodelja je priimek v Sloveniji, ki ga je po podatkih Statističnega urada Republike Slovenije na dan 1. januarja 2010 uporabljalo 270 oseb.

## Znani nosilci priimka
- Ambrož Kodelja (*1939), duhovnik v Italiji (Doberdob), pedagog in publicist
- Ana Kodelja, pevka sopranistka
- Anuša Kodelja (*1996), igralka
- Blaž Kodelja, geograf
- Doris Kodelja, flavtistka, pikolistka
- Goran Kodelja (*1963), ekonomist, menedžer, župan Vipave
- Ingrid Kodelja, filozofinja
- Marko in Ingrid Kodelja, glasbena pedagoga
- Nika Kodelja, košarkašica
- Nina Kodelja, diplomatka
- Uroš Kodelja (*1974), kajakaš
- Zdenko Kodelja (*1952), sociolog in pedagog, filozof vzgoje